# Querefonte
Querefonte ou Cerefão (/ˈkɛrəfən,_ʔˌfɒn/; em grego:  Χαιρεφῶν, Chairephōn; c. 470/460 – 403/399 a.C.), do demo ateniense Espeto, foi um grego antigo lembrado por ser um leal amigo e seguidor de Sócrates. Ele é conhecido apenas por breves descrições de escritores clássicos e era "um homem incomum em todos os relatos", embora um homem de valores democráticos leais.

## Vida
Querefonte é mencionado por três escritores de sua época, todos provavelmente bem familiarizados com ele: Aristófanes, Xenofonte e Platão. Consideradas em conjunto, essas fontes sugerem que Querefonte era um indivíduo conhecido, alerta, enérgico, envolvente, possivelmente com uma aparência física distinta e provavelmente um tanto "característica", que se movia facilmente nos círculos sociais e intelectuais da época.

### Em Aristófanes
Querefonte aparece em três das peças cômicas de Aristófanes: As Nuvens, As Vespas e Os Pássaros. As Nuvens, produzido em 423 a.C., retrata Sócrates e seu assistente Querefonte como um par de charlatões que dirigem uma escola pseudo-científica em Atenas. Querefonte é representado em As Nuvens como pálido e desnutrido, um "cadáver vivo", e às vezes se infere que ele deve ter sido um sujeito magro e com aparência doentia na vida real.  Em As Vespas, Querefonte, ou alguma caricatura visual dele, tem um papel breve e sem fala como uma testemunha imparcial. Em Os Pássaros, ele é apelidado de "o morcego", possivelmente aludindo a hábitos noturnos, uma aparência ossuda ou uma natureza súbita e excitável (como sugerido nas obras de Platão, abaixo).

### Em Xenofonte
Em sua Memorabilia, Xenofonte inclui Querefonte em sua lista dos "verdadeiros companheiros" de Sócrates. Também no círculo interno socrático, de acordo com Xenofonte, estavam Críton, Hermógenes, Símias de Tebas, Cebes de Tebas, Fedondes e o irmão mais novo de Querefonte, Querécrates, embora Xenofonte reconheça que havia outros. Posteriormente na Memorabilia, Xenofonte relata uma troca entre Sócrates e Querécrates por ocasião de um desentendimento entre os irmãos. Sócrates argumenta convincentemente que Querécrates deve fazer todos os esforços para alcançar uma reconciliação imediata com seu irmão mais velho, Querefonte.

### Em Platão
Na Apologia de Platão, um relato do Julgamento de Sócrates em 399 a.C., Sócrates classifica Querefonte como seu amigo de longa data e amigo de muitos presentes. Sócrates diz que Querefonte já havia falecido, mas indica que seu irmão está presente no julgamento. Sócrates sugere que Querefonte tinha a reputação de ser impetuoso e sabe-se que foi Querefonte quem viajou a Delfos para perguntar ao oráculo de Delfos quem era o mais sábio dos homens (no caso, Sócrates). Sócrates também alude a um período de exílio que foi auxiliado por Querefonte e alguns outros presentes. Isso às vezes é tomado como evidência de que Querefonte, ao contrário de Sócrates, era um defensor ativo da democracia ateniense e foi perseguido por causa disso quando a democracia foi temporariamente deposta após a derrota de Atenas por Esparta.
Querefonte aparece em dois outros diálogos platônicos: o Cármides e o Górgias. No início do Cármides, Sócrates retorna a Atenas da campanha militar em Potideia e é saudado com grande entusiasmo por Querefonte, que é descrito como "um homem selvagem". Essa campanha foi concluída em 430 a.C. (três anos antes do nascimento de Platão e 31 anos antes da morte de Sócrates), mas provavelmente Platão foi preciso ao descrever a associação de Querefonte e Sócrates como já bem estabelecida. No início do Górgias, Querefonte e Sócrates chegam tarde a uma reunião ateniense para uma noite de conversa com Górgias, um famoso sofista. Bem-humorado, Sócrates culpa Querefonte por seu atraso, que conversou muito na Ágora. Querefonte então diz que Górgias é amigo dele e, com algum treinamento de Sócrates, ele serve satisfatoriamente como o interlocutor inicial de Górgias na parte inicial do diálogo.